# Alicia Pérez-Porro
Alicia Pérez-Porro (Barcelona, 1981) és una biòloga marina especialitzada en l'estudi de les esponges marines, activista mediambiental i feminista. Des del 2018, presideix l'Associació de Científics Espanyols als Estats Units (ECUSA), des d'on lluita per trencar el sostre de vidre a l'àmbit científic i que les dones ocupin llocs de lideratge.

## Biografia
Doctora en Biologia per la Universitat de Barcelona (UB), Pérez-Porro va realitzar la seva tesi sobre ecologia i genòmica d'esponges marines al Centre d'Estudis Avançats de Blanes i a la Universitat Harvard. A més, va cursar un Màster en biodiversitat a la Universitat Autònoma de Barcelona (UAB). El 2004, va rebre una beca per estudiar al Centre Intern de Recerca en Ciències Marines i Limnologia de la Universitat de Costa Rica on s'ha convertit en el seu principal tema de recerca: les esponges marines.
Pérez-Porro centra la seva investigació en els efectes del canvi climàtic a les esponges marines dels esculls coral·lins, i la seva adaptació a un oceà en procés de canvis. A més, està molt involucrada en la lluita contra la presència de residus plàstics al mar, i el 2018 va publicar diversos articles de divulgació al diari digital El Independiente. Treballa com a professora adjunta de Ciències ambientals al Baruch College de Nova York. A més, és investigadora associada al Museu Nacional d'Història Natural dels Estats Units, administrat per la Institució Smithsonian a Washington DC.
El 2017, va ser seleccionada juntament amb tres científiques espanyoles més per participar en la segona expedició a l'Antàrtida organitzada pel Homeward Bound. En aquest programa de lideratge i empoderament per a dones de l'àmbit científic i tecnològic per lluitar contra el canvi climàtic hi van participar mil dones. També és dins de l'equip de direcció de la iniciativa 500 Women Scientists.
Pérez-Porro és presidenta de la Xarxa d'Associacions d'Investigadors i Científics Espanyols a l'Exterior (RAICEX) i, des del març del 2019, és també la presidenta de l'Associació de Científics Espanyols als Estats Units (ECUSA). Va ser la fundadora de la Women in Science Commission (MECUSA) dins la societat ECUSA per dirigir la promoció i la visibilització del rol de la dona en l'àmbit científic.

## Premis i reconeixements
El 2018, per la seva participació al Homeward Bound, va rebre, juntament amb les altres tres membres de l'equip (Ana Payo Payo, Uxúa López i Alexandra Dubini), la Medalla d'Or de la Creu Roja i la Mitja Lluna Roja Espanyola. Aquest mateix any, va ser guanyadora de la beca Women inPower Fellow per a dones líders. El 2019, va ser seleccionada per a l'Aspen Ideas Festival Scholar.